# (753) Tiflis
(753) Tiflis es un asteroide perteneciente al cinturón de asteroides descubierto el 30 de abril de 1913 por Grigori Nikoláievich Neúimin desde el observatorio de Simeiz en Crimea.
Está nombrado por Tiflis, ciudad natal del descubridor.